# Tomás Alfaro Fournier
Tomás Alfaro y Fournier (Valladolid, 1892-Vitoria, 1965), marqués de Cañada Honda, fue un pintor, fotógrafo, escritor, empresario, y hombre polifacético y emprendedor, hermano del famoso piloto Heraclio Alfaro Fournier.

## Biografía
Era hijo de Juan Bautista Alfaro y de Mercedes Fournier. Era por tanto nieto de Heraclio Fournier González, el fundador de la famosa fábrica de naipes de Vitoria. Su hermano, Félix, fue el que continuó con el negocio familiar de la impresión de naipes, llegando a ser procurador en las Cortes Españolas. Otro de sus hermanos fue el famoso piloto Heraclio Alfaro Fournier.
Tras iniciar sus estudios en Vitoria, los prosiguió en Valladolid y Bilbao, llegando a licenciarse como abogado, aunque ejerció un montón de actividades, además de esta, gran parte de ellas relacionadas con el área artístico. Se casó, en 1924, con María Drake y de Santiago, hija de los marqueses de Cañada Honda y bisnieta, por parte paterna, de los marqueses de Perales del Río, grandes de España, y de los marqueses de Eguaras, condes de Vega Mar.

## Actividad política
Durante la  Segunda República Española fue alcalde de la ciudad de Vitoria, como representante del Partido Republicano, siendo detenido temporalmente tras la victoria de Franco. Poco después y debido a intervención de su esposa la III marquesa de Cañada Honda, fue liberado. 

## Obras literarias
- 1951. Vida de la ciudad de Vitoria.
- 1960. Una ciudad desencantada.

Ambas sobre la ciudad de Vitoria

## Su obra pictórica
Su legado artístico más conocido y de mayor valor es el pictórico, teniendo una calle en su honor en su ciudad por este motivo. También una residencia universitaria de la capital vasca lleva su nombre.